# The Bard's Tale (videohra, 2004)
The Bard's Tale je videohra žánru akční RPG vytvořená a vydaná americkou společností InXile Entertainment v roce 2004. Ačkoli náleží do série The Bard's Tale, nejedná se o pokračování původní trilogie z 80. letech 20. století. V roce 2020 byla zremasterována a znovuvydána pod názvem The Bard's Tale ARPG: Remastered and Resnarkled.
Hlavní hrdina, bezejmenný bard se zajímá spíše o vlastní prospěch než o osud okolního světa. Přesto přijme úkol zachránit princeznu Caleigh, kterou unesl démonický kult. Jeho putování doprovází svým (často ironickým) komentářem vypravěč. Během své pouti bard bojuje sečnými zbraněmi nebo lukem s hordami nepřátel, může také vyvolat díky svému hudebnímu nástroji magické bytosti. Pomoci dokáže i malý psík. Při rozhovorech je na výběr milý nebo hrubý způsob vedení dialogů. Zajímavostí je absence inventáře.
Děj se zobrazuje z ptačí perspektivy.